# FC Khimik Kara-Balta
El FC Khimik Kara-Balta es un equipo de fútbol de Kirguistán que juega en la Liga de fútbol de Kirguistán, la primera división de fútbol en el país.

## Historia
Fue fundado en el año 1952 en la ciudad de Kara-Balta con el nombre Trade Unions Frunze, y ha cambiado de nombre varias veces, las cuales han sido:
- 1952-54: “Trade Unions” (Frunze Oblast);
- 1954-1960: "Kalinin FK";
- 1957: "Trade Unions" (Frunze);
- 1958: “Khimik” (Kalininsky);
- 1960: “Record” (Kalinin);
- 1961-1967: “Alga” (Distrito de Kalininsky);
- 1968-1975: “Khimik” (Distrito de Kalininsky);
- 1975-1991: “Khimik” (Kara-Balta);
- 1992-95: refundado como KVT Khimik Kara-Balta.
- 1995-2001: KVT Dinamo Kara-Balta.
- 2001-03: FC Bakay Kara-Balta.
- 2003-09: FC Jayil-Baatyr Kara-Balta.
- 2009-hoy: FC Khimik Kara-Balta.

El club retorna a la máxima categoría para la temporada 2016 tras varas temporadas en las divisiones inferiores de Kirguistán.

## Palmarés

### Era Soviética
- Liga Soviética de Kirguistán: 2

1962, 1964
- Copa Soviética de Kirguistán: 6

1954, 1957, 1958, 1962, 1963, 1964

### Era Independiente
- Segunda División de Kirguistán: 2

2014, 2015